# Staffan Lindgren
Nils Staffan Torbjörn Lindgren (16 luglio 1945) è un ex sciatore alpino svedese.

## Biografia
Sciatore polivalente, Lindgren debuttò in campo internazionale in occasione del trofeo Årebragden 1964, il 15 marzo a Åre in slalom speciale (14º); in Coppa del Mondo esordì il 25 febbraio 1968 a Oslo nella medesima specialità (25º), ottenne il miglior risultato il 9 febbraio 1969 a Åre ancora in slalom speciale (18º) e prese per l'ultima volta il via il 20 gennaio 1970 a Kranjska Gora in slalom gigante, senza completare la prova. L'ultimo risultato agonistico di Lindgren fu la medaglia d'oro nella discesa libera ai Campionati svedesi 1971; non prese parte a rassegne olimpiche o iridate.

## Palmarès

### Campionati svedesi
- 2 ori (slalom speciale nel 1964; discesa libera  nel 1971)[1]

## Riconoscimenti
A Lindgren la stazione sciistica di Tärnaby ha dedicato un'impegnativa pista di discesa libera, la Staffans backe.